# Piazza Augusto Imperatore

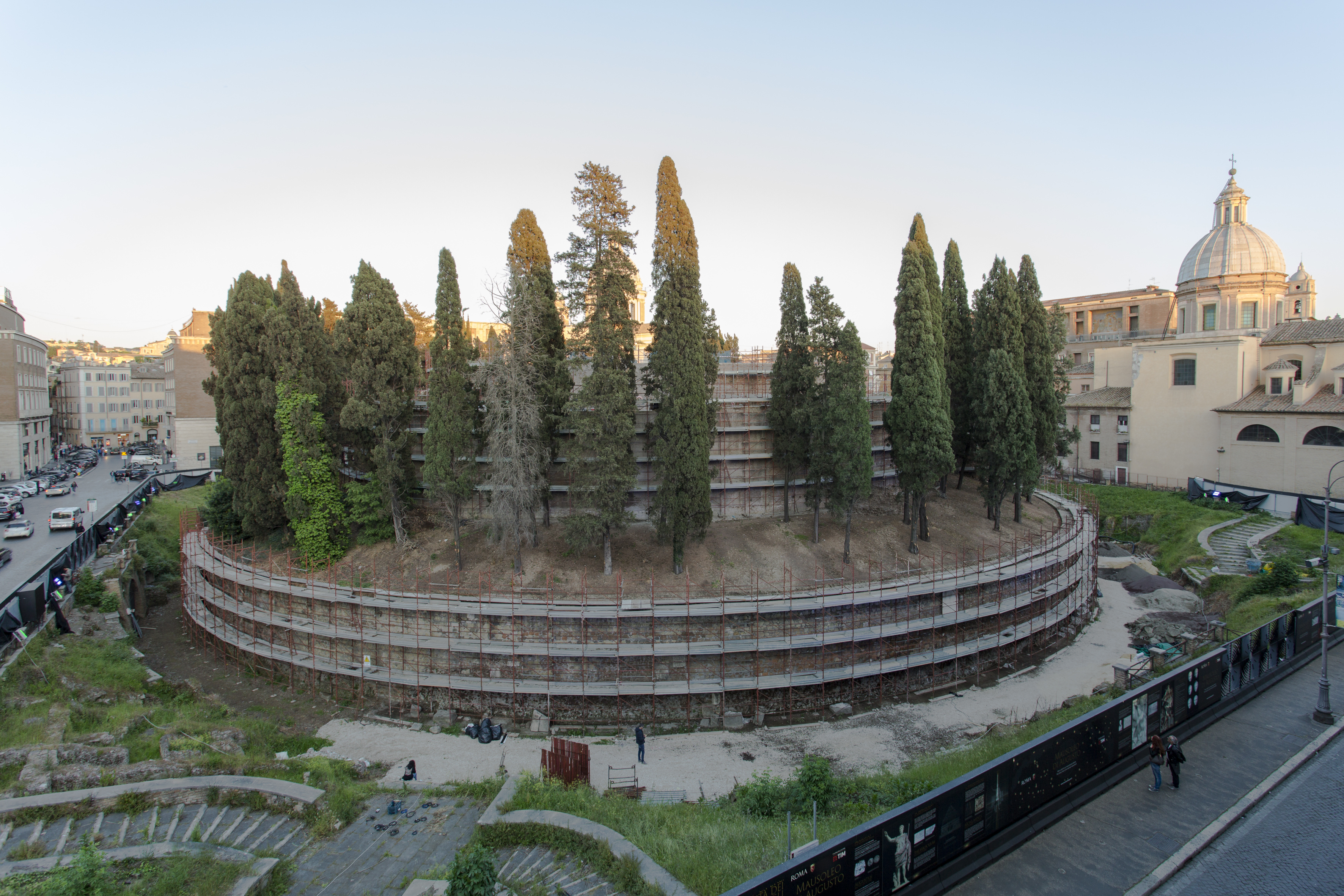
Piazza Augusto Imperatore in 2017

De Piazza Augusto Imperatore is een rond 1938 aangelegd plein in het historische centrum van Rome. Het plein ligt tussen de rivier de Tiber en de Via del Corso, ongeveer ter hoogte van de Piazza di Spagna. De westkant van het plein ligt in het verlengde van de Via di Ripetta. Daar bevindt zich nu de in 2005 voltooide behuizing van de Ara Pacis, die oorspronkelijk zo'n 500 meter naar het zuidoosten lag en eerst door Benito Mussolini op de Piazza Augusto Imperatore werd opgesteld.
Naast de Ara Pacis, het vredesaltaar van de Romeinse keizer Augustus uit 9 v.Chr., is het Mausoleum van Augustus de belangrijkste blikvanger van het plein. Tegelijk is het echter ook het grootste visuele "obstakel" in de ruimte, waardoor de Piazza Augusto Imperatore nauwelijks een echt plein lijkt. 
Rond het plein waren vroeger de burelen van de fascistische partij van Italië gevestigd. Deze zijn in de jaren 2020 gerenoveerd. In een gebouw is nu een vijfsterrenhotel gevestigd. 
De problematische status van het plein wordt nog vergroot door de heftige polemiek rondom het museumgebouw van de Ara Pacis van de hand van de Amerikaanse architect Richard Meier. De in april 2008 verkozen burgemeester van Rome, Gianni Alemanno, heeft bijvoorbeeld daags na zijn verkiezing aangekondigd het gebouw van Meier te zullen verplaatsen, als de inwoners van Rome zich in een referendum daar voor uit zouden spreken.
Alemanno is later veroordeeld wegens zijn rol in het omkoopschandaal van de Maffia Capitale, die de stad Rome vele miljarden euro's heeft gekost. Reden waarom er nog steeds een grote schuld op de begroting staat en veel werkzaamheden niet kunnen worden uitgevoerd. 
Tegelijk met de renovatie van het mausoleum zijn er moderne inrichtingsplannen ontwikkeld voor het hele plein. Deze staan onder leiding van de Nederlandse architect Rem Koolhaas en worden gesponsord door het modehuis Bulgari. Het plan is om er een uitgaanscentrum te maken van de Ara Pacis, het mausoleum, de San Girolamo dei Croati en de horeca rond het plein. Een en ander staat uitgebreid toegelicht op de hekken en schuttingen rondom de bouwplaats. Zoals zo vaak in Rome kan het nog vele jaren duren voordat het echt gerealiseerd is. 

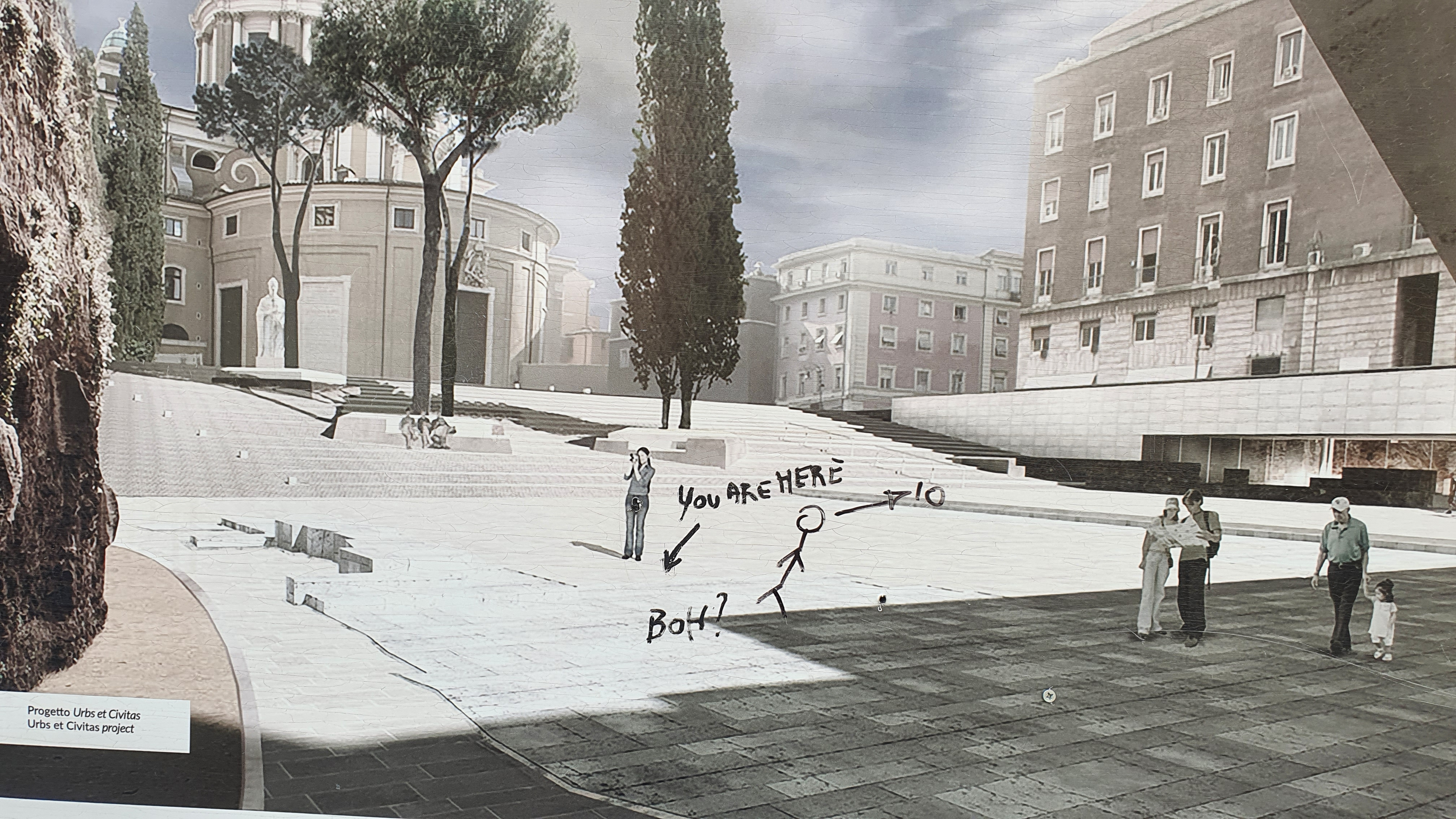

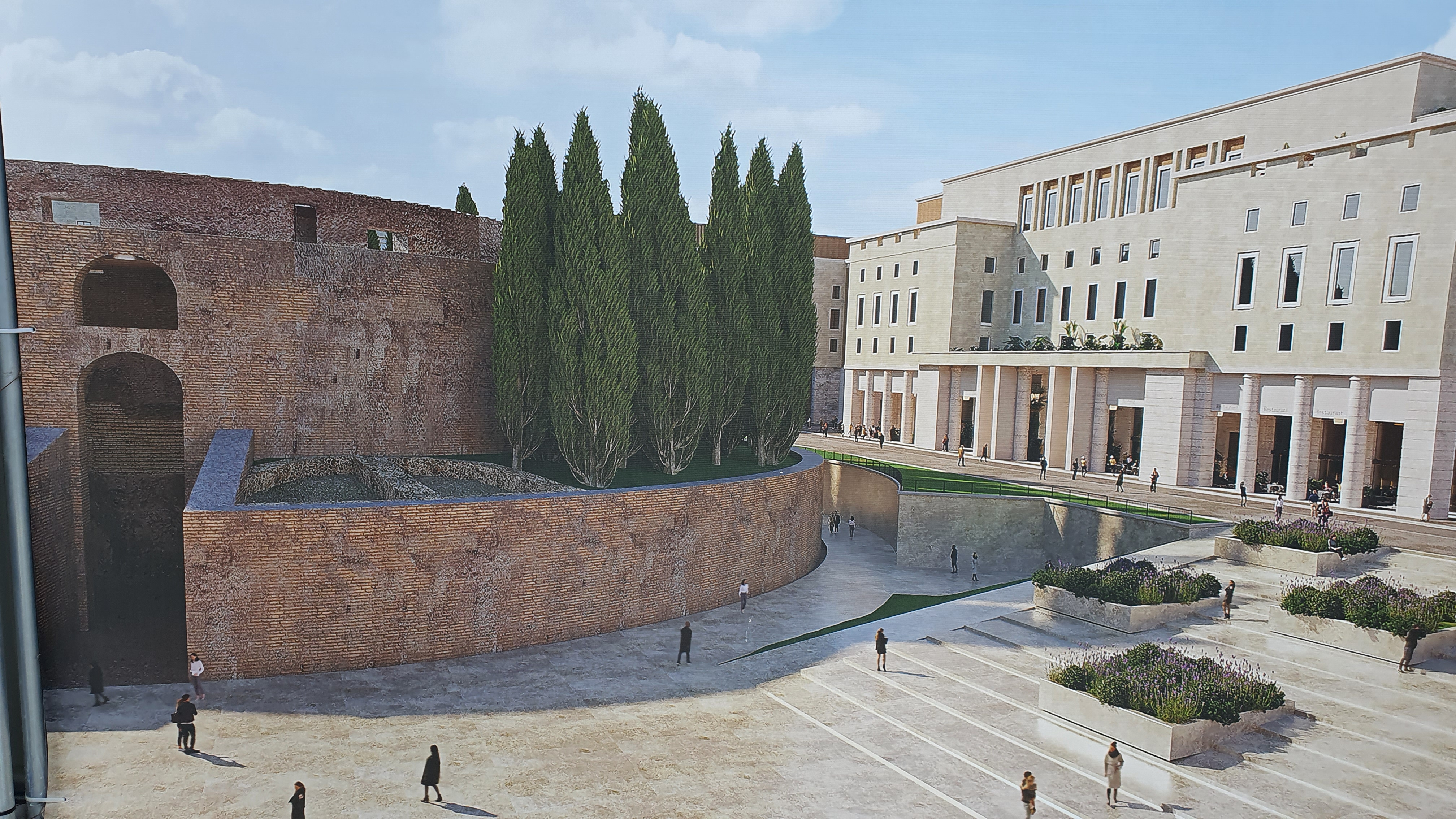
Reconstruction view for Piazza Augusto Imperatore, Rome, Italy

Campo de' Fiori · Forum Boarium · Largo di Torre Argentina · Piazza Augusto Imperatore · Piazza Colonna · Piazza del Campidoglio · Piazza del Popolo · Piazza della Minerva · Piazza della Repubblica · Piazza di Spagna · Piazza Farnese · Piazza Navona · Piazza Pio XII · Piazza San Pietro · Piazza Venezia